# Doze Colossos de Metal
Os Doze Colossos de Metal (十二金人) eram doze estátuas monumentais de bronze fundidas em cerca de 221 a.C. por ordem de Qin Shi Huang, o primeiro imperador da China. Depois de derrotar os outros seis Estados Combatentes durante as guerras de unificação da China, Qin Shi Huang coletou suas armas de bronze e as derreteu para serem transformadas em sinos e estátuas. Entre os artefatos fabricados estavam doze estátuas de tamanho estimado em 11.4 metros de altura, cada uma pesando em torno de mil dan (cerca de 30 toneladas).  As estátuas foram exibidas no palácio do imperador.  O historiador Sima Qian considerou a fundição destas estátuas como uma das grandes conquistas do Imperador, a par da “unificação da lei, dos pesos e medidas, da uniformização da largura dos eixos das carruagens e da uniformização do sistema de escrita”.   A última das estátuas foi destruída no século IV d.C. e nenhuma ilustração sobreviveu.

## História
Os registros históricos chineses, de Sima Qian (146-86 a.C.) na obra Shiji e de Liu An (179-122 a.C.) em seu livro Huainanzi, mencionam que o Imperador Qin construiu as doze estátuas monumentais de bronze para seu Palácio Epang.  Estas estátuas eram muito famosas na China antiga e foram objeto de descrições e comentários, até serem perdidas por volta do século IV d.C. 
Em seus escritos, Sima Qian relata que Qing Shi Huang construiu doze imponentes estátuas de bronze, destacando-se como um dos principais projetos de seu governo:

收天下兵, 聚之咸陽, 銷以為鍾鐻金人十二, 重各千石, 置廷宮中. 一法度衡石丈尺. 車同軌. 書同文字.

Ele coletou as armas sob-o-céu em Xianyang, e as fundiu em doze figuras de bronze do tipo de suportes de sinos, cada um pesando 1000 dan [cerca de 30 toneladas], e as exibiu no palácio. Ele unificou a lei, pesos e medidas, padronizou a largura do eixo das carruagens e padronizou o sistema de escrita.— Shiji pelo historiador Sima Qian (c. 145–86 a.C.) e Liu An no Huainanzi por volta de 139 a.C.
Uma leitura alternativa da passagem descreve que as doze estátuas sustentavam sinos. No entanto, é possível que por volta do século III a.C., o termo zhongju tongren e zhongju jinren, ambos significando originalmente "figuras de bronze que sustentam sinos", era um termo padrão para estátuas de bronze em forma humana. Vários textos da dinastia Han usam zhongju como sinônimo de "figuras de bronze", enquanto outros o omitem.  Em outra parte de seu relato, Sima Qian escreve "Ele derreteu as armas e fundiu ju (postes), para fazer 12 figuras de metal" (銷鋒鑄鐻, 以為金人十二), o que parece confirmar que ele fez "postes" antropomórficos, comparáveis aos dos campanários do Túmulo do Marquês Yi de Zeng, mas esses sinos não estavam envolvidos de outra forma.  
Os Doze Colossos de Metal foram comentados durante vários séculos nos registros históricos, e realocados diversas vezes pelos sucessivos governantes. Durante a dinastia Han, as estátuas foram transferidas para o Palácio Changle, na frente do Salão Daxia. O tirano da dinastia Han Oriental, Dong Zhuo, derreteu 10 das estátuas para cunhar novas moedas de bronze  para financiar um castelo pessoal no condado de Mei, perto de Chang'an.  Este novo dinheiro se desvalorizou rapidamente porque as moedas cunhadas não tinham o mesmo padrão de peso, não tinham bordas definidas e não continham indicação do seu valor na superfície da moeda.  
As duas estátuas restantes foram transferidas para o Portão Qingming, no lado leste de Xi'an.  O imperador Cao Rui (r.226–239 d.C.) da dinastia Wei tentou transferi-las para sua capital, Luoyang, mas as abandonou no leste de Xi'an, em Bacheng, devido ao seu enorme peso.  Mais tarde, o imperador Shi Hu (295–349 d.C.) da dinastia Chao posterior transferiu as estátuas para sua capital, Yecheng, 500km a nordeste de Xi'an. 
Finalmente, Fu Jian (r.337–385 d.C.), imperador Xuanzhao da dinastia Fu Qin durante o período dos Dezesseis Reinos, transferiu as duas estátuas restantes de volta para Xi'an e as derreteu.   Nenhuma ilustração das estátuas permaneceu.  

## Tratados posteriores e seus comentários
No século I d.C., o historiador Ban Gu (32-92 d.C.), no seu Tratado moralista sobre os Cinco Elementos do Livro de Hã (hanshu), explicou que se os governantes se comportassem e governassem de forma inadequada, os humanos seriam atormentados por flagelos e deformidades. Ele exemplifica tal calamidade dizendo que no 26º ano do Imperador Qin Shi Huang (221 a.C.) doze humanos gigantes em roupas estrangeiras chegaram do oeste à cidade fronteiriça de Lintao.  De acordo com o historiador, o imperador considerou essa visita um presságio favorável de seu triunfo militar e decidiu modelar os doze colossos à sua semelhança.  Ban Gu viveu na capital Xianyang quando as estátuas ainda existiam no Palácio Changle, e seu texto fornece detalhes sobre sua a aparência, revelando que as estátuas representavam indivíduos em roupas estrangeiras (夷狄, "bárbaras"), oriundos da fronteira ocidental do Império.  
史記秦始皇帝二十六年, 有大人長五丈, 足履六尺, 皆夷狄服,凡十二人,見于臨洮. 天戒若曰, 勿大為夷狄之行, 將受其禍. 是歲始皇初并六國, 反喜以為瑞, 銷天下兵器, 作金人十二以象之.

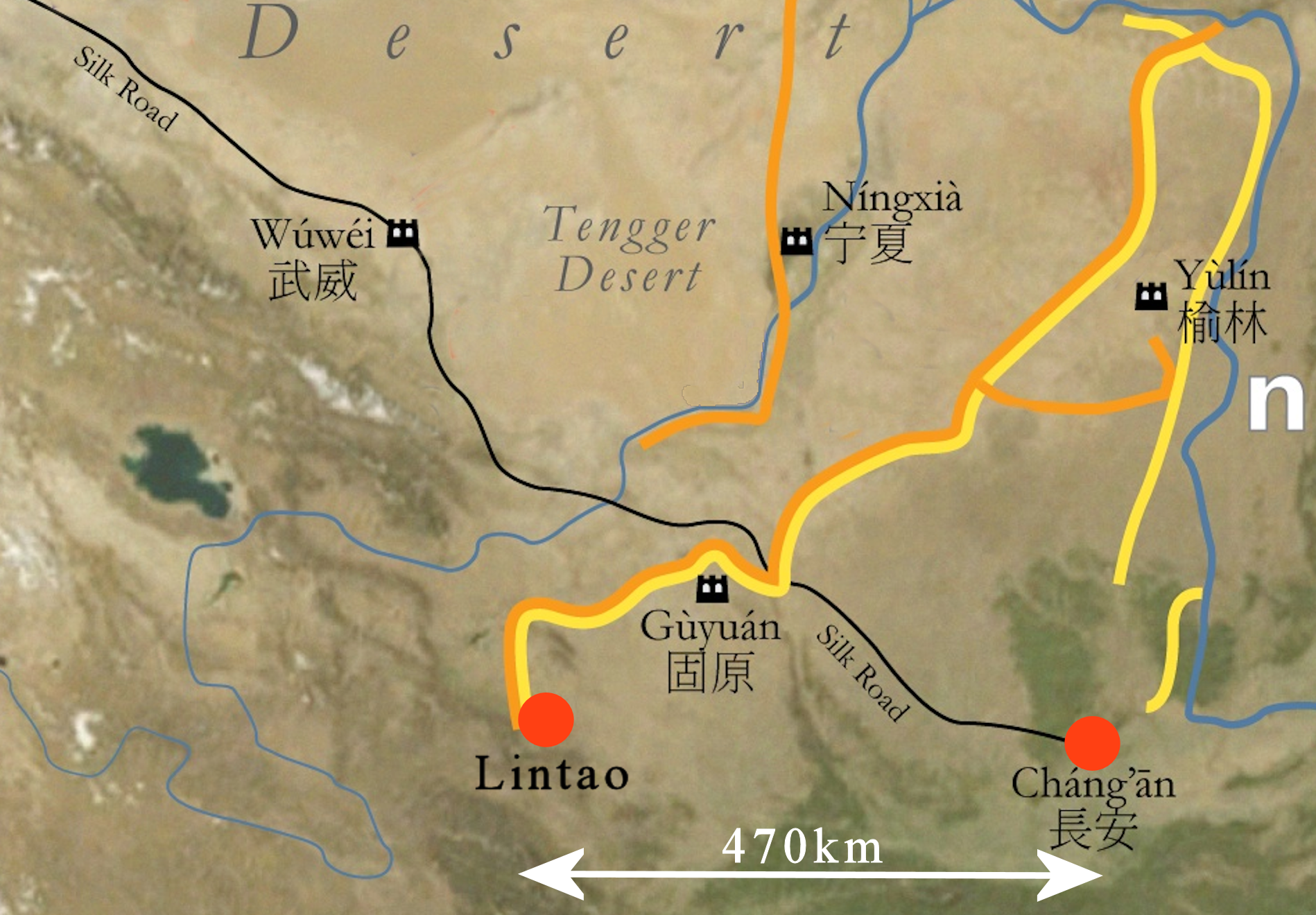
Lintao fica a cerca de 470km da capital (Chang'an), no ponto inicial da Grande Muralha da China.

No 26º ano do Imperador (221 a.C.), gigantes apareceram com 5 zhang de altura e pés de 6 chi, todos vestidos com trajes estrangeiros. Havia 12 deles e eles apareceram em Lintao. Um tabu celestial disse uma vez que aquele que segue modelos estrangeiros de forma imprudente encontrará desastre. No mesmo ano, no entanto, o Imperador conseguiu submeter os seis estados, então ele reinterpretou a aparição como um sinal auspicioso. Portanto, ele derreteu todas as armas sob-o-céu e fundiu os doze homens de bronze para representar aqueles [os "gigantes"] de Lintao.— Ban Gu (32–92 CE), Hanshu.
Um outro comentário do Hanshu do século III explicou que essas estátuas tinham a seguinte inscrição:

其铭曰：『皇帝二十六年, 初兼天下, 改諸侯為郡縣, 一 法律, 同度量。大人來見臨洮, 其長五丈, 足跡六尺。』

A inscrição dizia: "No 26º ano do Imperador, quando ele reuniu tudo sob-o-céu pela primeira vez, dividiu os principados em províncias e distritos e unificou os pesos e medidas, [esses] gigantes apareceram no Lintao [o Extremo Oeste]. Eles tinham 5 zhang [11,5 metros] de altura e pés de 6 chi [1,38 metros] de comprimento."— Yan Shigu (581–645 d.C.), citando o Sanfu Huangtu 三輔黃圖 (“Planos Amarelos da Área Metropolitana”, possivelmente século III d.C.) em seu comentário ao Hanshu.
A história das estátuas evoluiu ao longo dos séculos com algumas variações, o historiador Ban Gu reconta que os gigantes (ou um único gigante)  foram chamados de "Wengzhong":

秦皇帝二十六年，初兼天下，有長人見於臨洮，其高五丈，足迹六尺。放寫其形，鑄金人以象之。翁仲君何是也。

No 26º ano do reinado do Imperador de Qin [221 a.C.], [quando o imperador] tinha acabado de reunir tudo sob-o-céu, homens altos apareceram em Lintao. Eles tinham 5 zhang de altura e pegadas do tamanho de 6 chi. Imitando suas imagens, os Homens Dourados [Homens de Metal] foram moldados para representá-los. Wengzhong é como eles eram [chamados].— Gao You (168–212 d.C.), em seu comentário ao Huainanzi.
Mais tarde, Wengzhong foi retratado como um herói chinês gigante que foi lutar contra os Xiongnu na cidade de Lintao, e para quem o Qing Shi Huang construiu uma estátua comemorativa.   Desde então, estátuas do estilo de "Wengzhong" foram erguidas para proteger os túmulos imperiais chineses, como no Mausoléu de Qianling,  e a própria palavra se tornou um termo para estátuas de bronze e pedra em grande escala. 

## Hipóteses helenísticas
Devido à falta de evidências diretas sobre a forma, os estudiosos se concentraram nas possíveis origens ou inspirações de tais estátuas gigantes, que estavam ausentes na China antes da dinastia Qin.  Durante os 600 anos até a destruição final das estátuas, circularam numerosas histórias a seu respeito, algumas envolvendo bárbaros gigantes do Ocidente, outras envolvendo o herói gigante Qin Wengzhong, mas uma resposta definitiva permanece indefinida na ausência de prova direta. 
Lukas Nickel, professor da SOAS, sugere que as estátuas de Qin Shi Huang representavam 12 estrangeiros de grande estatura contactados no extremo oeste do país, em Lintao, Gansu, e, que além disso poderiam não ter sido pessoas, mas estátuas dos doze deuses do Olimpo. Duan Qingbo, arqueólogo e diretor de escavações no Mausoléu do Primeiro Imperador Qin de 1998 a 2006, também acredita na hipótese que os doze "homens de grande estatura" provavelmente não seriam do Leste Asiático e que vieram de partes do império macedônio, como Greco-bactrianos (250-100 a.C.). Embora não haja "nenhum dado [...] que possa provar que houve qualquer contato direto entre a civilização oriental e a civilização grega ou persa" ou "qualquer prova concreta de que os 'homens de grande estatura' [...] eram persas ou gregos", Duan acredita que a descrição da altura exagerada se devia à sua aparência não oriental. Ele pensa que este grupo de pessoas pode ter sido grego ou persa que chegou ao império Qin.  
O Imperador Qin teria assim sido incentivado para a criação dos monumentos, o que naturalmente teria influenciado também a criação das estátuas do Exército de Terracota.  Até aquele ponto na história chinesa, muito poucas esculturas em forma humana haviam sido criadas e nenhuma era naturalista.  Do período anterior da dinastia Zhou, apenas são conhecidas estatuetas raras, muito pequenas e pouco naturalistas, como o cavaleiro Taerpo, a primeira representação conhecida de um cavaleiro na China.  
Coincidentemente ou não, os gregos também tinham o hábito de representar seus doze deuses do Olimpo como esculturas em forma humana.  Diodorus Siculus conta como Alexandre, o Grande, quando alcançou o ponto mais oriental de suas conquistas na Índia por volta de 325 a.C., estabeleceu altares aos 12 deuses gregos.  Lukas acredita que o Primeiro Imperador Qin provavelmente criou estátuas monumentais de bronze seguindo um modelo ocidental para seu palácio, o que estabelece um precedente interessante para o Exército de Terracota em seu mausoléu.  Estátuas realistas cuja construção foram ordenadas pelo Imperador Qin, como os Acrobatas, podem ter sido influenciadas pelo suposto intercâmbio cultural que ocorreu durante a concepção dos Doze Colossos de Metal.  

### Críticas à hipótese das "Estátuas de Lintao"
Frederick Shih-chung Chen contesta a análise de que grandes estátuas helenísticas foram descobertas em Lintao. Chen não descarta a possibilidade de influência helenística no Exército de Terracota em si, mas questiona a interpretação de que os gigantes eram doze estátuas helenísticas que apareceram ou foram construídas em Lintao.  De acordo com Chen, os doze Grandes Homens (大人 daren) não eram estátuas, mas visitantes excepcionalmente altos e considerados um presságio relacionado a doenças e anormalidades físicas,  que na visão chinesa precediam calamidades causada pela usurpação do governante por seus súditos. A passagem sobre os "Doze Grandes Homens" aparecem ao lado de outras como "três irmãos estrangeiros altos, uma mulher se transformando em homem, um homem se transformando em mulher e dando à luz uma criança, uma senhora retornando dos mortos, uma criança nascendo com duas cabeças e quatro braços, um velho com chifres crescendo na cabeça, e assim por diante."  Neste contexto, o termo daren provavelmente se referia a uma condição física humana anormal, e não a esculturas.  Essa sequência de presságios é também ilustrada no “Comentário sobre os Cinco Elementos do Grande Plano” (洪範五行傳 Hongfan wuxing zhuan): “goblins que atiram, pragas de dragões e cobras, desastres com cavalos, doenças humanas manifestadas quando inferiores invadem os superiores, irregularidades nas trajetórias do Sol e da Lua, e movimentos retrógrados de planetas e constelações”.  Os estudiosos da China Antiga acreditavam que esses presságios ocorrem quando o governante não cumpre o Mandato do Céu.  Chen tem dificuldade em entender o porquê desses doze Grandes Homens terem aparecido na lista de anormalidades e doenças humanas se fossem esculturas, como sugere Nickel. 

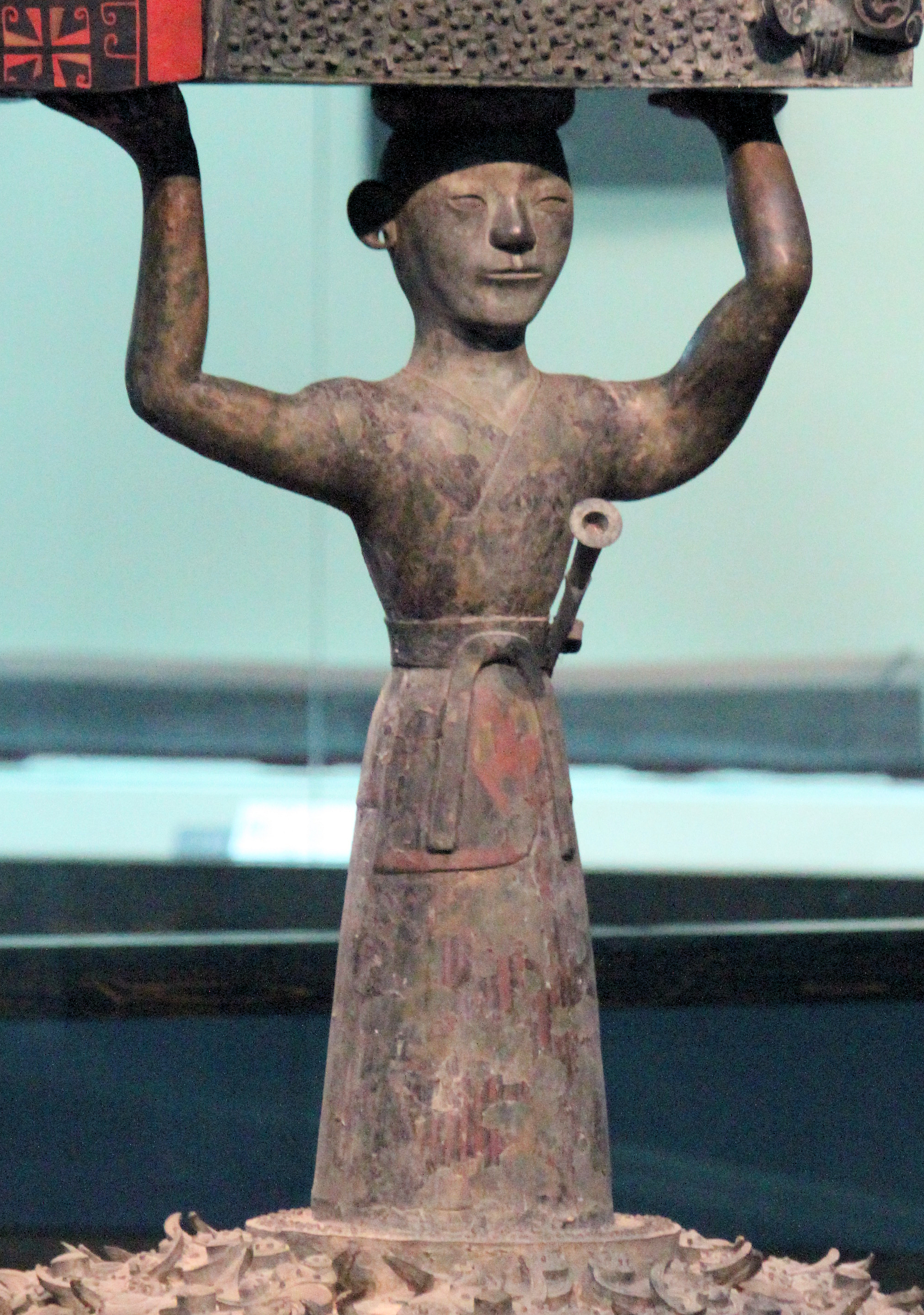
Cariátides naturalistas sustentando sinos da Tumba do Marquês Yi de Zeng, com cerca de 80 cm de altura. Século V a.C. Sugeridos por alguns estudiosos como sendo os antecessores dos Doze Homens de Ouro.

Chen aponta que Nickel omitiu parte da citação no comentário de Gao You a respeito do Huainanzi. Na seção omitida, os Grandes Homens são chamados de changren (長人), que significa "homens altos", e menciona as grandes pegadas que deixaram para trás, de acordo com os presságios do "Tratado dos Cinco Elementos".  Além disso, não há precedência linguística para da ren (大人) ser usada para se referir a monumentos em textos chineses antigos e o texto deixa claro que se referiam a visitantes excepcionalmente altos que representavam um presságio de doença humana. O local onde supostamente apareceram, Lintao, estava sob administração efetiva de da dinastia Qin desde antes do reinado do Primeiro Imperador, e seria improvável que doze estátuas gigantes fossem erguidas sem o conhecimento prévio do estado de Qin. 
Chen também questiona a ligação entre as doze estátuas e os doze deuses do Olimpo. Lucas Christopoulo diz que os "Grandes Homens" são uma referência aos deuses do Olimpo com base em uma bandeja de prata dourada, que foi encontrada perto de Lintao, com o desenho das cabeças dos doze deuses do Olimpo.  A data de fabricação do prato não foi anterior ao século II ou III d.C., e provavelmente não entrou na China até o século VII ou VIII d.C., embora não existam fontes a respeito disso.  Outro questionamento é que metade dos deuses do Olimpo são mulheres. Se as doze estátuas tivessem sido modeladas segundo os deuses do Olimpo, então certamente a representação de mulheres exóticas teria chamado a atenção dos historiadores, mas não existe tal descrição de características femininas nas estátuas. 

### Críticas à hipótese helenística
Wu Hung, um historiador da arte especializado na China, descreve seis esculturas de bronze encontradas na Tumba do Marquês Yi de Zeng, datadas do século V a.C., como "naturalistas" e demonstrando uma compreensão pré-existe da anatomia humana. Isto levou alguns estudiosos a identificá-las como possíveis predecessores dos Doze Colossos de Metal. Wu Hung diz que pode haver alguma verdade nesta hipótese, mas admite que há de fato uma lacuna temporal de 200 anos entre as figuras e os Doze Colossos. A falta de grandes esculturas independentes levou à hipótese helênica de Nickel  Wu Hung acredita que as descrições de Ban Gu e de outros historiadores apoiam a hipótese de que as estátuas foram baseadas em modelos helênicos, mas não considera esses registros como informações históricas confiáveis. Ele se referiu às descrições dos Doze Homens como contos antigos e à descrição de Ban Gu como uma variação de uma lenda registrada por Sima Qian.  Wu Hung concluiu que para confirmar qualquer ligação "entre estas obras desaparecidas e modelos estrangeiros, precisaríamos de novas evidências arqueológicas". 

## Hipóteses de "estátuas de vitória"
Os doze colossos construídos por Qin Shi Huang tinham um significado político profundo: após unificar a China e consolidar os “seis reinos”, Qin Shi Huang confiscou todas as armas de bronze e as derreteu para criar as estátuas, colocando-as em seu recém-construído palácio pessoal. Isso pode ser visto como um importante símbolo de conquista, unificação e paz.  Howard sugeriu que as 12 estátuas podem ter formado 6 pares, cada par representando um dos reinos conquistados. Wu Hung acredita que as estátuas tinham a intenção de evocar o símbolo dos Nove Caldeirões de Tripé, criados na antiguidade chinesa. Esses caldeirões eram ditos feitos de bronze coletado de diversas regiões, simbolizando a assimilação e unificação sob a dinastia Xia. Os Nove Tripés se perderam quando o rei de Qin ordenou seu transporte para a capital. No entanto, a embarcação que os levava afundou no rio Si, e uma tentativa de resgatar os artefatos em 219 a.C. não teve sucesso. 

## Na cultura popular
Os Doze Colossos de Metal foram retratados em diversas cenas de filmes chineses, como no filme “O Primeiro Imperador da China” (1989). Nesse filme, os colossos monumentais aparecem dispostos em duas linhas de seis, com cada par de frente um para o outro, flanqueando a entrada que leva ao portão principal do Palácio Epang, e dominando a multidão de visitantes. 